# Station Plaus
Station Plaus is een spoorwegstation aan de Vintzgouwspoorlijn in de gemeente Plaus (Italië-Zuid-Tirol).
Het station werd in 1906 geopend, in 1990 gesloten en in 2005 opnieuw geopend.
Er is geen verschil tussen de Duitse en de Italiaanse naam van het station.